# الغرفة المظلمة

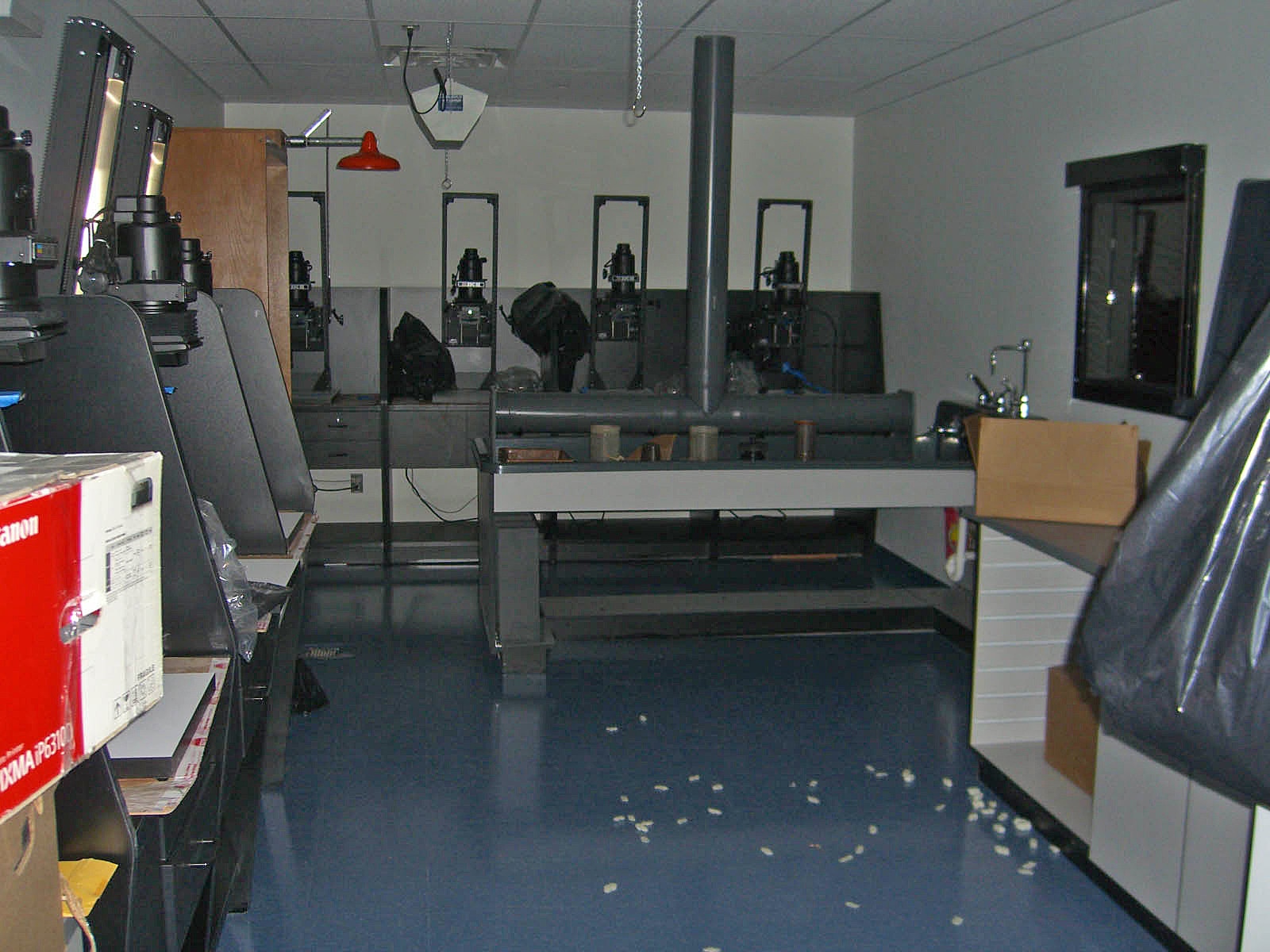
غرفة مظلمة في مدرسة يونيون سيتي الثانوية ، المجاورة لفصل التصوير بالمدرسة.

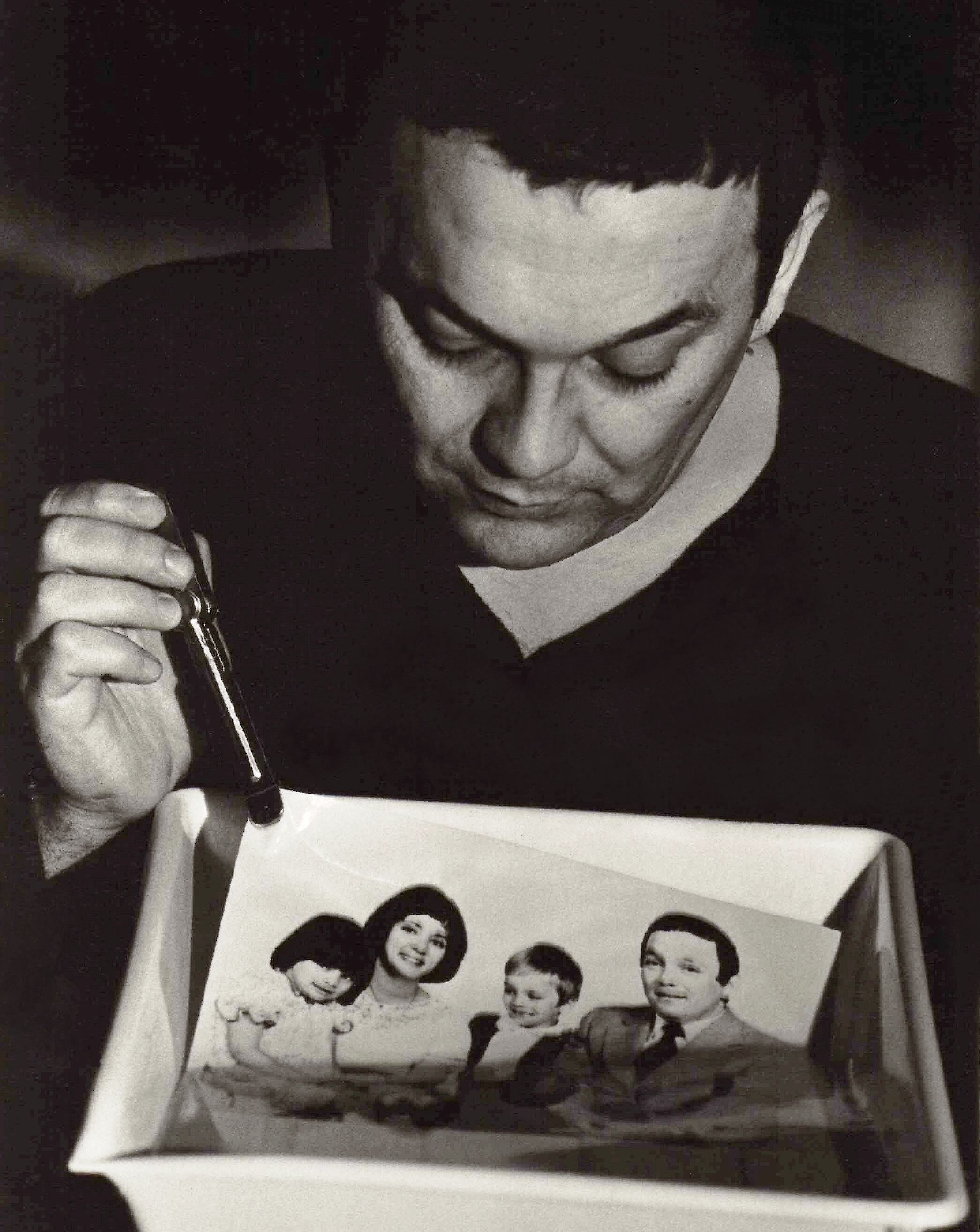
في الغرفة المظلمة.

تُستخدم الغرفة المظلمة لمعالجة أفلام التصوير ، والمطبوعات وتنفيذ المهام الأخرى المرتبطة بها. إنها غرفة يمكن جعلها مظلمة تمامًا للسماح بمعالجة مواد التصوير الفوتوغرافي الحساسة للضوء ، بما في ذلك ورق الأفلام والتصوير الفوتوغرافي . تُستخدم معدات مختلفة في الغرفة المظلمة ، بما في ذلك المكبر والحمامات التي تحتوي على مواد كيميائية ومياه جارية.
تم استخدام الغرف المظلمة منذ بداية التصوير الفوتوغرافي في أوائل القرن التاسع عشر. تتميز الغرف المظلمة بالعديد من المظاهر المختلفة ، من المساحة المتقنة التي استخدمها أنسل آدامز  إلى عربة إسعاف مُعاد تجهيزها استخدمها تيموثي أتش. أوسوليفان. من التطوير الأولي للفيلم إلى إنشاء المطبوعات ، تسمح الغرفة المظلمة بالتحكم الكامل في الوسط.
نظرًا لشعبية التصوير الفوتوغرافي الملون وتعقيد معالجة الأفلام الملونة ( انظر عملية سي-41 ) وطباعة الصور الملونة وأيضًا تطور تقنية التصوير الفوتوغرافي الفوري والتصوير الرقمي، تناقصت شعبية الغرف المظلمة  ، بقيت شائعة في حرم الجامعات والمدارس وفي استوديوهات العديد من المصورين المحترفين.
تشمل التطبيقات الأخرى للغرف المظلمة استخدامها في الاختبارات غير الإتلافية ، مثل فحص الجسيمات المغناطيسية .

## معدات الغرفة المظلمة

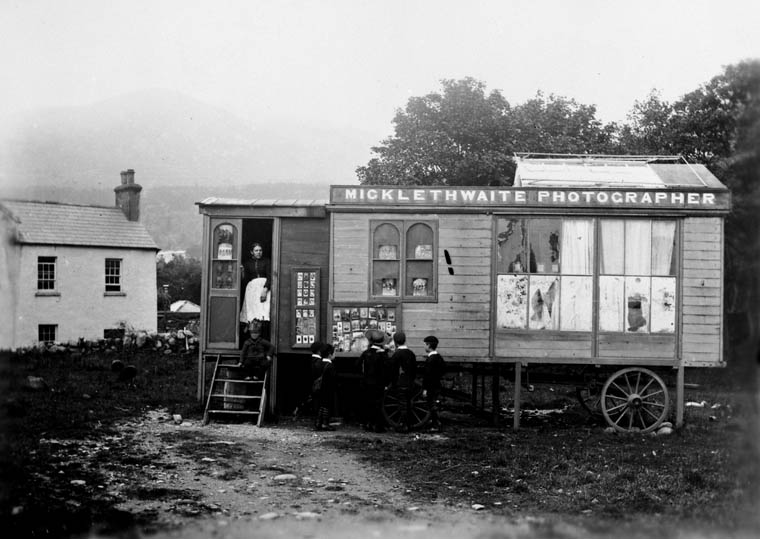
غرفة مظلمة محمولة في القرن التاسع عشر في أيرلندا. تطلبت عملية التصوير الفوتوغرافي للكولوديون الرطب ، المستخدمة في ذلك الوقت ، في تظهير الصورة بينما كانت اللوحة لا تزال مبللة ، مما أدى إلى الحاجة إلى غرف مظلمة محمولة مثل هذه الغرفة.

في معظم الغرف المظلمة ، يتم استخدام المكبر ، وهو جهاز بصري مشابه لجهاز العرض المنزلق ، والذي يعرض الضوء من خلال صورة سلبية على قاعدة ، ويتحكم بدقة في التركيز وشدة ومدة الضوء ، في الطباعة. تتعرض ورقة من ورق التصوير الفوتوغرافي للضوء القادم من الصورة السلبية ، مما ينتج عنه نسخة صورة موجبة على الورق.
عند العمل على مطبوعات بالأبيض والأسود ، يتم استخدام الضوء الآمن بشكل شائع لإضاءة منطقة العمل. نظرًا لأن غالبية الأوراق بالأبيض والأسود حساسة للأزرق فقط أو للضوء الأزرق والأخضر ، يمكن استخدام ضوء أحمر أو كهرماني بأمان دون تعريض الورق.
ورق الطباعة الملون، يكون حساسا لجميع ألوان الطيف المرئي، يجب أن يبقى في ظلام دامس حتى يتم طبعتها بشكل صحيح.. يوجد تباين خافت جدًا للضوء الآمن الذي يمكن استخدامه مع بعض المواد الملونة السلبية ، لكن الضوء المنبعث من أحدها منخفض جدًا لدرجة أن معظم الطابعات لا تستخدمها على الإطلاق.[بحاجة لمصدر]
استخدام آخر للغرفة المظلمة هو تحميل فيلم داخل الكامير وإخارجه ، أو بكرات التظهير ، أو حاملات الأفلام ، الأمر الذي يتطلب ظلامًا تامًا. نظرًا لعدم وجود غرفة مظلمة ، يمكن للمصور الاستفادة من حقيبة التغيير ، وهي عبارة عن حقيبة صغيرة بها فتحات للذراع بأكمام مصممة خصيصًا لتكون مقاومة للضوء تمامًا وتستخدم لتحضير الفيلم قبل التعرض أو التظهير.

### معالجة الطباعة
أثناء التعرض ، يمكن ضبط القيم الموجودة في الصورة ، غالبًا عن طريق " المراوغة " (تقليل كمية الضوء في منطقة معينة من الصورة عن طريق منع الضوء عليها بشكل انتقائي لجزء من وقت التعرض أو كله) أو "حرق" "(إعطاء تعريض إضافي لمنطقة معينة من الصورة بتعريضها فقط أثناء حجب الضوء عن البقية). يمكن استخدام المرشحات ، وهي عبارة عن قطع رقيقة من البلاستيك الملون ، لزيادة أو تقليل تباين الصورة (الفرق بين الدرجات اللونية الداكنة ودرجات الألوان الفاتحة). إحدى طرق طباعة الصور الفوتوغرافية ، والتي تسمى "طباعة الفلتر المقسم" ، هي المكان الذي يحدد فيه المصور فترتي تعريض منفصلتين باستخدام مرشحين منفصلين (عادةً 0 أو 00 و 5) لإنشاء طباعة واحدة. تسمح هذه الطريقة للمصور بتحقيق نطاق لوني واسع ، مع إبرازات تفصيلية ودرجات سواد غنية. بعد التعرض ، يصبح ورق طباعة الصور الفوتوغرافية (الذي لا يزال فارغًا) جاهزًا للمعالجة.
يبدأ المصورون عمومًا في طباعة لفة فيلم عن طريق إجراء طباعة تلامسية لسلبياتهم لاستخدامها كمرجع سريع لتحديد الصور التي سيتم تكبيرها. يقوم بعض المصورين الفوتوغرافيين ذوي التنسيقات الكبيرة، مثل إدوارد ويستون، بعمل نسخ مطبوعة فقط من صورهم السلبية الكبيرة (4×5 بوصات أو 5×7 بوصات أو 8×10 بوصات أو أكبر).
تتم معالجة الورق الذي تم كشفه، أولاً عن طريق الغمس في مُظهر فوتوغرافي، وإيقاف التظهيير بحوض توقف، والتثبيت في مثبت التصوير الفوتوغرافي. يتم بعد ذلك غسل المطبوعات لإزالة المواد الكيميائية المعالجة وتجفيفها. هناك مجموعة متنوعة من الخطوات الإضافية الأخرى التي قد يتخذها المصور، مثل التناغم.